# Theta Coronae Borealis
Theta Coronae Borealis (θ CrB / 4 Coronae Borealis / HD 138749) es una estrella en la constelación de Corona Boreal. Es la cuarta estrella más brillante de dicha constelación, después de Alphecca (α Coronae Borealis), Nusakan (β Coronae Borealis) y γ Coronae Borealis. Su magnitud aparente es +4,14 y se encuentra a 311 años luz del sistema solar.
Theta Coronae Borealis es una estrella binaria cuyas dos componentes están separadas apenas 1 segundo de arco. La estrella principal, Theta Coronae Borealis A, es una estrella blanco-azulada de la secuencia principal de tipo espectral B6Vnn. Su temperatura estimada es de 14.000 K y su luminosidad es 380 veces mayor que la del Sol. La característica más notable de Theta Coronae Borealis A es su enorme velocidad de rotación, de al menos 393 km/s. Emplea tan sólo 10 horas en completar una vuelta, a diferencia del Sol que emplea 25 días en hacerlo. Las estrellas que giran tan deprisa producen un disco de gas a su alrededor que genera radiación, siendo llamadas estrellas Be; muchas de ellas son además variables eruptivas tipo Gamma Cassiopeiae. Theta Coronae Borealis A mostró una disminución en su brillo de un 50% en 1970, para después mostrar una serie de fluctuaciones en su luminosidad. Actualmente atraviesa una fase de estabilidad.
La componente secundaria del sistema, Theta Coronae Borealis B, apenas está estudiada. Su magnitud aparente es +6,6. En función de su magnitud absoluta es probable que sea una estrella de tipo A2. 